# WTA Leipzig
Das WTA Leipzig (offiziell: Sparkassen Cup) war ein Damen-Tennisturnier der WTA Tour, das in der deutschen Stadt Leipzig auf Teppich ausgetragen wurde.

## Siegerliste

### Einzel
| Jahr                    | Siegerin            | Finalgegnerin          | Ergebnis       |
| ----------------------- | ------------------- | ---------------------- | -------------- |
| ↓ Kategorie: Tier III ↓ |                     |                        |                |
| 1990                    | Steffi Graf         | Arantxa Sánchez        | 6:1, 6:1       |
| 1991                    | Steffi Graf         | Jana Novotná           | 6:3, 6:3       |
| 1992                    | Steffi Graf         | Jana Novotná           | 6:3, 1:6, 6:4  |
| ↓ Kategorie: Tier II ↓  |                     |                        |                |
| 1993                    | Steffi Graf         | Jana Novotná           | 6:2, 6:0       |
| 1994                    | Jana Novotná        | Mary Pierce            | 7:5, 6:1       |
| 1995                    | Anke Huber          | Magdalena Maleewa      | kampflos       |
| 1996                    | Anke Huber          | Iva Majoli             | 5:7, 6:3, 6:1  |
| 1997                    | Jana Novotná        | Amanda Coetzer         | 6:2, 4:6, 6:3  |
| 1998                    | Steffi Graf         | Nathalie Tauziat       | 6:3, 6:4       |
| 1999                    | Nathalie Tauziat    | Květa Hrdličková       | 6:1, 6:3       |
| 2000                    | Kim Clijsters       | Jelena Lichowzewa      | 7:68, 4:6, 6:4 |
| 2001                    | Kim Clijsters       | Magdalena Maleewa      | 6:1, 6:1       |
| 2002                    | Serena Williams     | Anastassija Myskina    | 6:3, 6:2       |
| 2003                    | Anastassija Myskina | Justine Henin-Hardenne | 3:6, 6:3, 6:3  |

### Doppel
| Jahr                    | Siegerinnen                              | Finalgegnerinnen                     | Ergebnis       |
| ----------------------- | ---------------------------------------- | ------------------------------------ | -------------- |
| ↓ Kategorie: Tier III ↓ |                                          |                                      |                |
| 1990                    | Gretchen Magers Lise Gregory             | Manon Bollegraf Jo Durie             | 6:2, 4:6, 6:3  |
| 1991                    | Manon Bollegraf Isabelle Demongeot       | Jill Hetherington Kathy Rinaldi      | 6:4, 6:3       |
| 1992                    | Larissa Sawtschenko-Neiland Jana Novotná | Patty Fendick Andrea Strnadová       | 7:5, 7:64      |
| ↓ Kategorie: Tier II ↓  |                                          |                                      |                |
| 1993                    | Natallja Swerawa Gigi Fernández          | Larisa Neiland Jana Novotná          | 6:4, 6:3       |
| 1994                    | Patty Fendick Meredith McGrath           | Larisa Neiland Manon Bollegraf       | 6:4, 6:4       |
| 1995                    | Larisa Neiland Meredith McGrath          | Brenda Schultz-McCarthy Caroline Vis | 6:4, 6:4       |
| 1996                    | Kristie Boogert Nathalie Tauziat         | Miriam Oremans Sabine Appelmans      | 6:4, 6:4       |
| 1997                    | Martina Hingis Jana Novotná              | Yayuk Basuki Helena Suková           | 6:2, 6:2       |
| 1998                    | Ai Sugiyama Jelena Lichowzewa            | Manon Bollegraf Irina Spîrlea        | 6:3, 6:72, 6:1 |
| 1999                    | Larisa Neiland Mary Pierce               | Ai Sugiyama Jelena Lichowzewa        | 6:4, 6:3       |
| 2000                    | Anne-Gaëlle Sidot Arantxa Sánchez        | Kim Clijsters Laurence Courtois      | 6:76, 7:5, 6:3 |
| 2001                    | Nathalie Tauziat Jelena Lichowzewa       | Květa Hrdličková Barbara Rittner     | 6:4, 6:2       |
| 2002                    | Serena Williams Alexandra Stevenson      | Janette Husárová Paola Suárez        | 6:3, 7:5       |
| 2003                    | Martina Navratilova Swetlana Kusnezowa   | Jelena Lichowzewa Nadja Petrowa      | 3:6, 6:1, 6:3  |